# 가미토데역
가미토데역(일본어: 上戸手駅)은 일본 히로시마현 후쿠야마시에 위치한 서일본 여객철도 후쿠엔 선의 철도역이다. 단선 승강장 1면 1선의 구조를 갖춘 지상역이다.

## 이용 현황
| 승차 인원 추이 | 승차 인원 추이 |
| 연도           | 1일 평균       |
| -------------- | -------------- |
| 2001           | 370            |
| 2002           | 353            |
| 2003           | 391            |
| 2004           | 381            |
| 2005           | 419            |
| 2006           | 425            |
| 2007           | 437            |
| 2008           | 433            |
| 2009           | 433            |
| 2010           | 455            |
| 2011           | 462            |
| 2012           | 463            |
| 2013           | 485            |
| 2014           | 474            |

## 역 주변
- 스사노오 신사

## 역사
- 1914년 7월 21일 : 후쿠엔 선의 전신인 료비케이벤 철도의 개업 때에, 이 노선의 료비 정류장으로서 설치.
- 1926년 6월 26일 : 료비케이벤 철도가 료비 철도로 개칭.
- 1933년
  - 9월 1일 : 료비 철도의 료비후쿠야마 - 후추 간이 국유철도 후쿠엔 선으로 국유화. 동시에 역으로 승격해 국유철도의 가미토데역이 됨.
  - 11월 15일 : 후쿠엔키타 선 개업에 의해, 거기까지의 후쿠엔 선이 후쿠엔미나미 선으로 개칭되어, 이 역도 그 소속으로 함.
- 1938년 7월 28일 : 후쿠야마 - 시오마치 간 전체 개통에 의해 후쿠엔미나미 선이 현행 후쿠엔 선의 일부로 되어, 이 역도 그 소속으로 함.
- 1970년 12월 10일 : 무인화.
- 1987년 4월 1일 : 일본국유철도 분할 민영화에 의해, 서일본 여객철도가 승계.

## 인접 역
| 후쿠엔 선          | 후쿠엔 선   | 후쿠엔 선                     |
| ------------------ | ----------- | ----------------------------- |
| 도데 후쿠야마 방면 | ■ 후쿠엔 선 | 신이치 시오마치 · 미요시 방면 |